# Valašské Meziříčí
Valašské Meziříčí (Duits: Wallachisch Meseritsch) is een stad in het noordoostelijke deel van de Tsjechische regio Zlín, in het district Vsetín. De stad telt 27.481 inwoners (1 januari 2004). De stad ligt op de plaats waar de rivieren Vsetínská Bečva en Rožnovská Bečva samenkomen en verdergaan als de Bečva.

## Geschiedenis
Oorspronkelijk bestond Valašské Meziříčí uit twee dorpen, Krásno nad Bečvou en Meziříčí.
De eerste verwijzing in historische boeken is van Meziříčí in 1297, waarna het een kleine honderd jaar later stadsrechten kreeg.
In 1924 werden de plaatsen samengevoegd tot één gemeente. Na de Tweede Wereldoorlog ontwikkelde de stad zich als een centrum voor chemische- en glasindustrie. Internationaal speelt hedendaags alleen de chemische industrie een aanzienlijke rol.

## Geboren in Valašské Meziříčí
- Rudolf Pernický (1915-2005), soldaat
- Milan Baroš (1981), voetballer
- Tomáš Berdych (1985), tennisser
- Roman Staněk (2004), autocoureur

## Partnersteden
- Bussum (Nederland).

Sinds 1 juni 1989 onderhouden Valašské Meziříčí en Bussum de stedenband. Sinds juni 1993 is officieel op basis van besluiten van de gemeenteraden. Bussum schonk Valašské Meziříčí in 1997 ƒ100.000 voor noodhulp bij de lokale overstromingen.
- Budva (Montenegro)
- Čadca (Slowakije)